# خانه گنجی
خانه گنجی مربوط به دوره قاجار است و در زواره، محله حسینیه بزرگ، کوچه پامنار واقع شده و این اثر در تاریخ ۲۴ اسفند ۱۳۸۳ با شمارهٔ ثبت ۱۱۵۸۷ به‌عنوان یکی از آثار ملی ایران به ثبت رسیده است.